# 하인츠 린트너
하인츠 린트너(독일어:  Heinz Lindner, 1990년 7월 17일 ~ )는 오스트리아의 축구 선수이다. 현재 위니옹 SG에서 활약하고 있다.